# Shields, Quận Marquette, Wisconsin
Shields là một thị trấn thuộc quận Marquette, tiểu bang Wisconsin, Hoa Kỳ. Năm 2010, dân số của thị trấn này là 547 người.